# Bahnhof Waldheim
Der Bahnhof Waldheim ist ein ehemaliger Eisenbahn-Verkehrsknotenpunkt auf dem Gebiet der Stadt Waldheim im heutigen Landkreis Mittelsachsen (Freistaat Sachsen). Der Bahnhof war an drei Eisenbahnstrecken angeschlossen, von denen heute nur noch die Bahnstrecke Riesa–Chemnitz existiert. Der Bahnhof liegt im Westteil der Stadt westlich der Zschopau.

## Geschichte

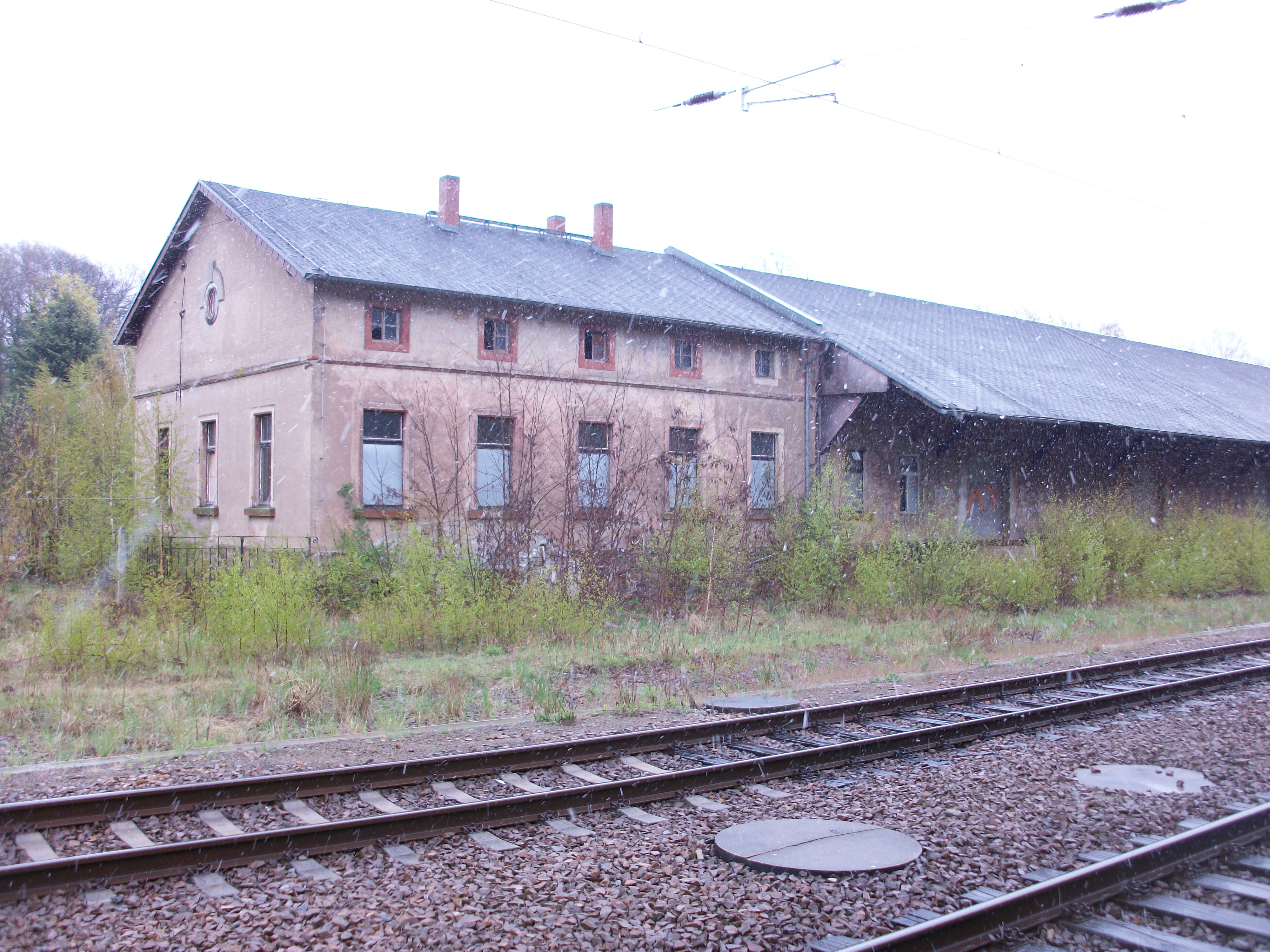
Güterschuppen

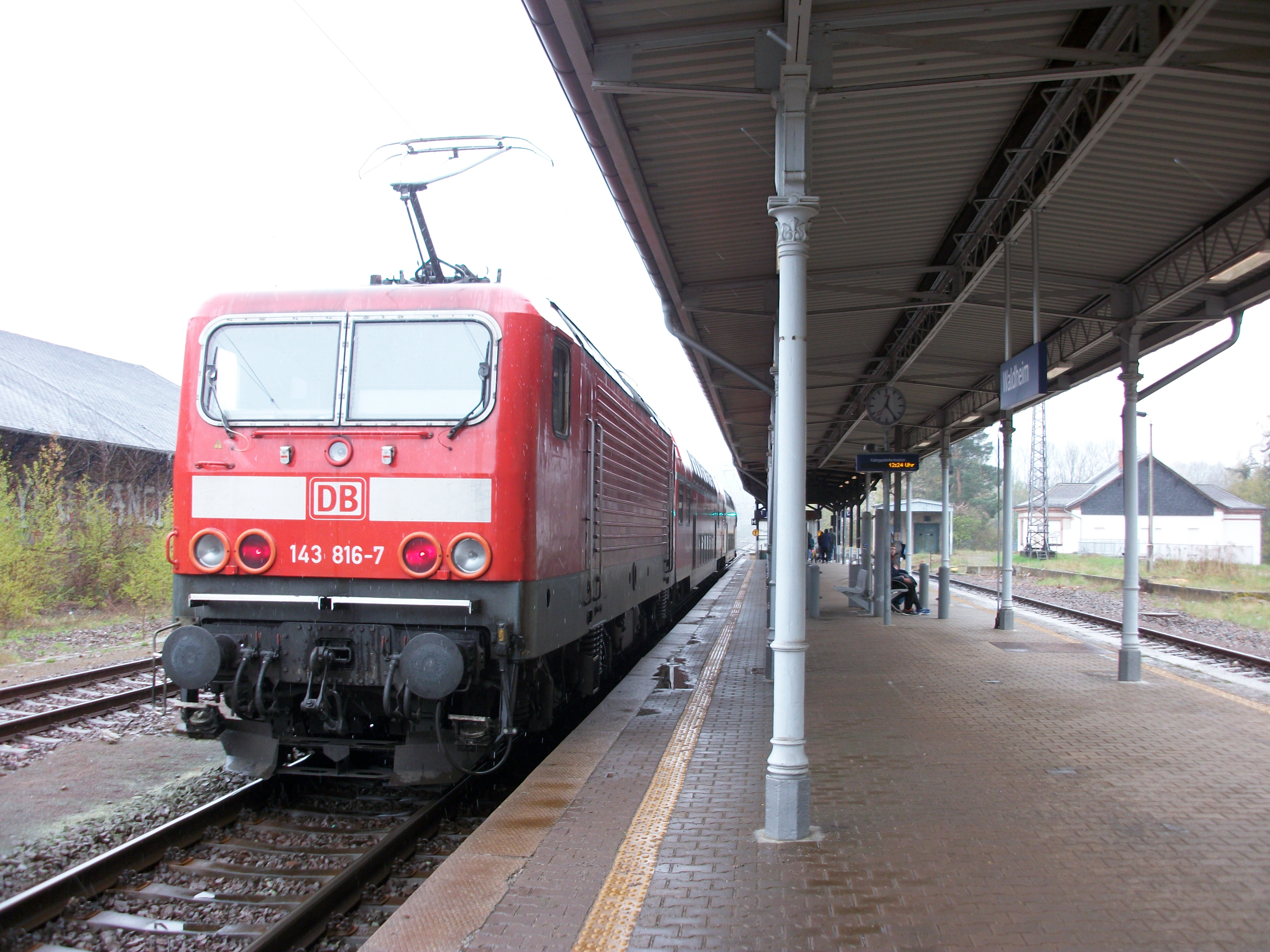
Regionalbahn von DB Regio, 2016.

Der Bahnhof wurde am 1. September 1852 zusammen mit dem Abschnitt Limmritz–Chemnitz, dem letzten Teilstück der Bahnstrecke Riesa–Chemnitz, eröffnet. Obwohl mit den Bahnstrecken Waldheim–Rochlitz (eröffnet am 6. Dezember 1893) und Waldheim–Kriebethal (eröffnet am 10. Dezember 1896) zwei Nebenbahnen hier begannen, waren die Gleisanlagen des Trennungsbahnhofs für diese abzweigenden Strecken recht einfach ausgeführt. So gab es für die Züge Richtung Rochlitz nur ein Gleis mit Umsetzmöglichkeit. Dieses lag am Inselbahnsteig, dem inzwischen einzigen Bahnsteig überhaupt, gegenüber liegt das Bahnsteiggleis der Hauptbahn Riesa–Chemnitz. Ein zweiter Bahnsteig ohne Überdachung existierte bis zum Wiederaufbau des zweiten Gleises der Hauptbahn und ihrer Elektrifizierung. Zwischenzeitlich wurde auch die Rochlitzer Seite des Inselbahnsteigs in die Hauptbahn eingebunden. 
In den 1880er Jahren erfuhr der Waldheimer Bahnhof durch den Abriss der Wirtschaftsgebäude (1882 und 1885) und der Wartehalle und des Güterschuppens (beide 1885) ein neues Aussehen. 1896 erfolgte die Inbetriebnahme der Stellwerke A und B. Das heutige Empfangsgebäude wurde am 21. Dezember 1920 eröffnet. 1931 folgte das Stellwerk W2. Weitere Hochbauten des Bahnhofs waren ein Güterschuppen, eine Laderampe, Wirtschaftsgebäude, eine Bahnmeisterei, ein Wohnhaus, der Lokschuppen und ein Gepäckaufzug.
Am 15. August 1998 wurde die Bahnstrecke Waldheim–Rochlitz stillgelegt. Wenige Monate später folgte die für den Güterverkehr genutzte Bahnstrecke Waldheim–Kriebethal am 31. Dezember 1998. Seitdem ist Waldheim kein Trennungsbahnhof mehr. Im Jahr 2010 wurden die Stellwerke B1 und W2 aufgelassen und durch ein aus Mittweida ferngesteuertes GSII-Stellwerk ersetzt. Ein Teilabriss des Empfangsgebäudes erfolgte im Januar 2015. Der restliche Teil steht leer und verfällt zunehmend. Auch der lange Güterschuppen wird nicht mehr genutzt, ebenso das über eine Drehscheibe angebundene Heizhaus, in dem früher Lokomotiven für den Rangierdienst sowie die Übergaben zu den Papierfabriken im Zschopautal stationiert waren. Nur mehrere Ladestraßen blieben noch einige Jahre in Betrieb. Seit 2016 ist außer den durchgehenden Hauptgleisen und den Gleisverbindungen zwischen ihnen nur noch ein Überholgleis im Gebrauch.

## Verkehrsanbindung
Im Bahnhof Waldheim verkehrt die stündliche Linie RB 45 Chemnitz–Mittweida–Döbeln–Riesa–Elsterwerda. Die Linie wird seit Juni 2016 von der Bayerischen Oberlandbahn unter der Marke Mitteldeutsche Regiobahn betrieben, zuvor von der DB Regio Südost.